# Associazione Calcio Bellinzona
El Associazione Calcio Bellinzona és un club suís de futbol de la ciutat de Bellinzona.

## Història
El club va ser fundat l'any 1904. La seva trajectòria al campionat suís ha estat:
- 1944 - 1960 Primera divisió
- 1960 - 1964 Segona divisió
- 1964 - 1965 Primera divisió
- 1965 - 1967 Segona divisió
- 1967 - 1971 Primera divisió
- 1971 - 1976 Segona divisió
- 1976 - 1977 Primera divisió
- 1977 - 1980 Segona divisió
- 1980 - 1984 Primera divisió
- 1984 - 1986 Segona divisió
- 1986 - 1990 Primera divisió
- 1990 - 1995 Segona divisió
- 1995 - 1999 Categories inferiors
- 1999 - 2008 Segona divisió
- 2008 - 2011 avui Primera divisió
- 2011 - 2013 Segona divisió
- 2014- 2017 Categories inferiors
- 2018 - 2022 Tercera divisió
- 2022 - Segona divisió

## Palmarès
- Lliga suïssa de futbol: 1
  - 1948

## Jugadors destacats
- Mauro Lustrinelli
- Gerardo Seoane
- Kubilay Türkyilmaz
- Igor Đurić
- Benoît Thans
- Amauri
- Igor Budan
- Mark Edusei
- John Mensah
- Raffaele De Martino
- Matuzalem
- Marco Murriero
- Saidu Adeshina
- Adrian Pit
- Cristian Ianu
- Paul Ramírez
- Ildefons Lima